# Schachtabdeckung (Feuerwehr)

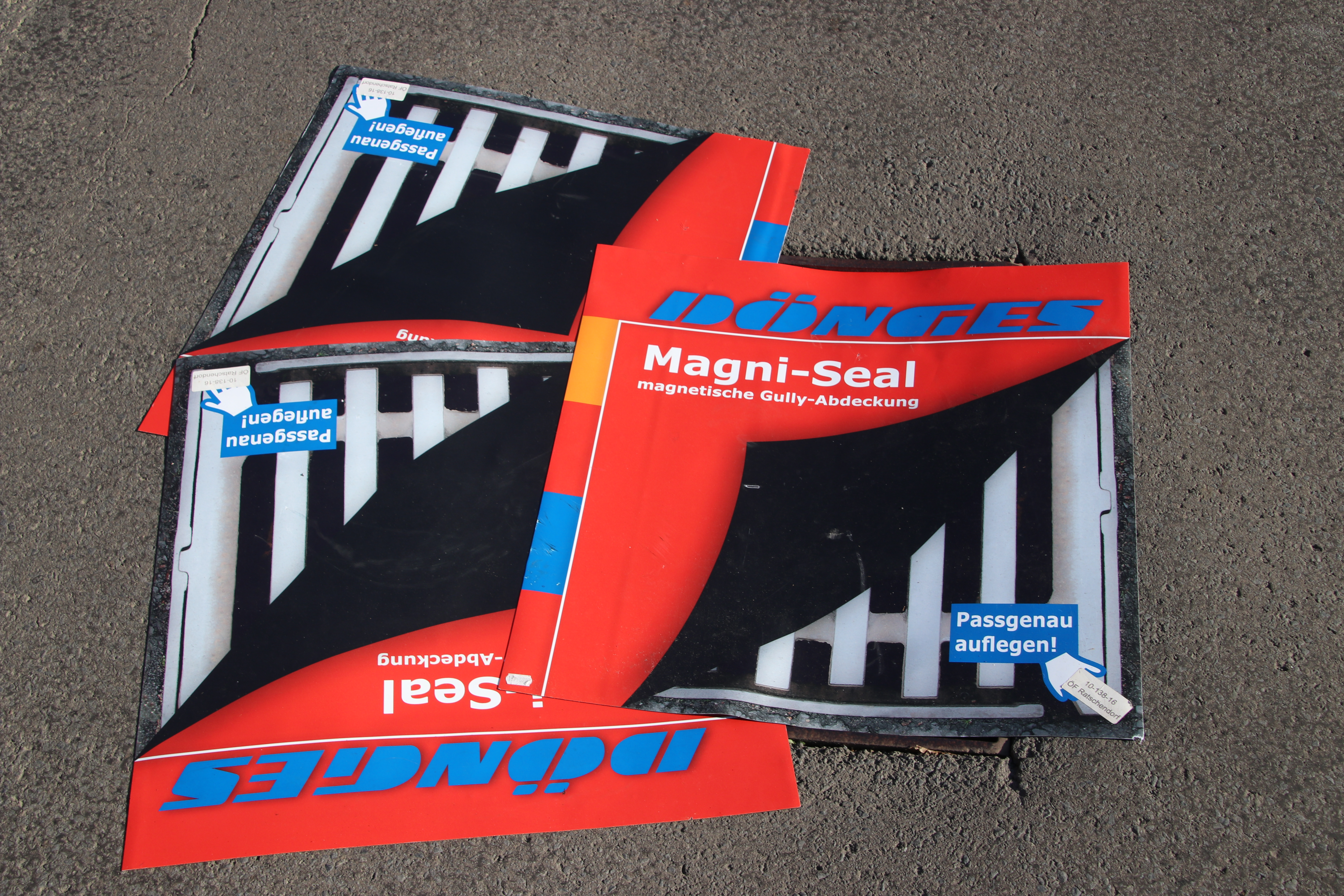
Schachtabdeckung der ÖBB in Magnetausführung

Die Schachtabdeckung ist ein chemikalienbeständiger, mit Wasser oder Sand gefüllter Sack, welcher von der Feuerwehr oder anderen Einsatzorganisationen verwendet wird, um das Einlaufen schädlicher Flüssigkeiten in die Kanalisation zu verhindern.
Der Sack wird auf einen Kanaldeckel gelegt und mit Wasser gefüllt, das Gewicht des Wassers sorgt für ein dichtes Verschließen des Kanalschachtes. Sie stellen daher eine Alternative oder Ergänzung zum Sinkkastenschnellverschluss dar. Neuerdings werden auch Schachtabdeckungen aus großen Magnetfolien vertrieben, die einfach auf Kanaldeckel aufgelegt werden und an diesen haften. Oft ist die Oberseite rot-weiß gestreift, zum einen als Warnwirkung, zum anderen damit diese nach dem Einsatz nicht vergessen werden.